# Rosyjski oddział wojskowy pułkownika Papenguta
Rosyjski oddział pułkownika Papenguta (ros. Русский отряд полковника Папенгута) – oddział zbrojny złożony z Białych Rosjan podczas powstania muzułmańskiego w prowincji Sinciang w latach 1932–1933.
Po wybuchu antychińskiego powstania ludności muzułmańskiej Sinciangu pod koniec 1930 r., władze chińskie pod groźbą deportacji do ZSRR zmusiły Białych Rosjan zamieszkujących Kraj Ilijski do sformowania na pocz. 1932 r. większego oddziału wojskowego. Jego liczebność wyniosła ok. 1-1,5 tys. ludzi. Dowództwo objął płk Papengut, b. szef sztabu oddziału atamana gen. Aleksandra I. Dutowa z okresu wojny domowej w Rosji. Było to związane z dotychczasowymi sukcesami wojsk powstańczych, które bez większych przeszkód zajmowały coraz większe obszary prowincji. Dopiero pod koniec 1931 r. w rejonie Turfanu natarcie powstańców na miasto powstrzymały wojska chińskie wsparte przez dwa nieduże ochotnicze oddziały rosyjskie – 180-osobowy oddział konny sotnika Franka i baterię artylerii płk. Kuzniecowa. Oddział płk. Papenguta został podzielony na 2 części: jedna część stacjonowała jako garnizon w Urumczi, zaś z pozostałej części utworzono brygadę konną, nazywaną też pułkiem. Została ona skierowana w okolice miasta Hami, jednakże nie wzięła udziału w większych walkach, gdyż sytuacja wojskowa latem 1932 r. tymczasowo uspokoiła się. W tym czasie został przeprowadzony kolejny werbunek ludności rosyjskiej, w wyniku którego oddział płk. Papenguta został rozwinięty w trzy pułki, liczące ogółem ok. 1,8-2 tys. żołnierzy. Na ich czele stanęli płk N.I. Bektiejew, płk Czernow i płk Papengut. W listopadzie 1932 r. powstańcy wznowili działania wojenne. Zaniepokojeni Chińczycy, uznając, że wsparcie Białych Rosjan jest niedostateczne, zwrócili się o pomoc wojskową ze strony ZSRR. Tymczasem w rejonie miasta Shanshan powstańcy zaatakowali trzy sotnie Kozaków z pułku płk. Papenguta i oddziały chińskie, zadając im duże straty. Inny pułk rosyjski wziął udział w walkach o Turfan, zdobywając miasto. W rezultacie przywódca Hamijskich Sartów Chodża Nijaz ogłosił świętą wojnę (dżihad) przeciwko niewiernym. W lutym 1933 r. oddziały muzułmańskie z całego Sinciangu ruszyły na Urumczi, oblegając miasto pod koniec miesiąca. Pomimo posiłków chińskich z Mandżurii powstańcy wdarli się ostatecznie do Urumczi, rozbijając Chińczyków. Białym Rosjanom udało się jednakże powstrzymać powstańców i wyrzucić ich z miasta, zadając duże straty. W poł. kwietnia 1933 r. w Urumczi doszło do bratobójczych walk pomiędzy chińskimi oddziałami z Sinciangu i rewolucyjnymi oddziałami przybyłymi z Mandżurii, inspirowanymi przez Sowietów. Wzięły w nich udział także wszystkie trzy pułki Białych Rosjan, zgrupowane w mieście, ponosząc duże straty w walkach ulicznych. Po nieudanym przewrocie pułki rosyjskich białogwardzistów zostały przez Chińczyków podzielone na mniejsze oddziały. Nastąpiło to pod wpływem nalegań strony sowieckiej. Pod koniec 1933 r. rozbrojono je i zdemobilizowano. Pułkownik Papengut wraz z kilkoma innymi oficerami został aresztowany i rozstrzelany.